# Primary Domain Controller
In informatica il Primary Domain Controller (o PDC) di un dominio è un server in una rete con sistemi Windows NT che si occupa di gestire il dominio su cui è eseguita la Active Directory (AD) principale ovvero quello che supporta l'intera rete, anche formata da diversi domini (nel linguaggio Windows "foresta" di domini). Pertanto, i server che eseguono i domini aggiunti al dominio primario non sono dei PDC, ma dei DC (Domain controller). Nel caso di dominio semplice ovvero con un'unica struttura AD allora il PDC coincide con l'unico DC e quindi si potrebbe parlare unicamente di DC.
Molte volte viene affiancato al PDC un sistema di backup col nome di Backup Domain Controller.
Per cautelarsi contro eventuali guasti o errori del PDC, poteva essere presente un Backup Domain Controller (BDC) che conservasse copie di sola lettura del database (però questi non conteneva tutti i dati come il primo). Tuttavia la presenza del BDC sempre sincronizzato insieme al PDC comportava un rallentamento consistente delle attività a causa dell'eccessivo traffico della rete. Infatti in Windows 2000 il PDC è sostituito da Active Directory, perfezionato rispetto alla versione precedente.
Per definizione, un PDC può essere svolto solo da un server Microsoft (invece, i DC possano essere di altre piattaforme a cominciare dai sistemi Linux), sebbene un software come Samba possa simulare molto bene un PDC (o, meglio, la sua active directory).
Primary domain controller e domain controller sono concetti che pur di origine Microsoft ora sono utilizzati in senso generale, anche disgiunti da ambienti non Microsoft/Windows in senso stretto.